# Bahá'u'lláh

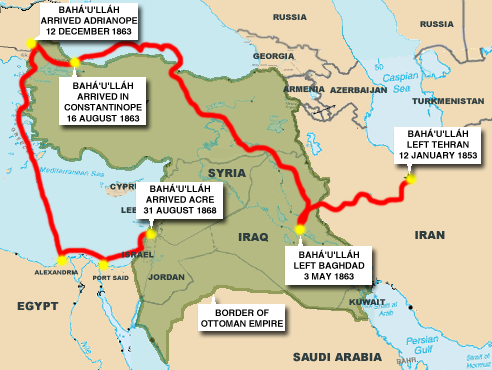
Bản đồ trục xuất Bahá'u sẽáhs

Baha'u'llah (/bɑːhɑːʊlə/; tiếng Ả Rập: بهاء الله, nghĩa là Vinh quang của Thượng đế; 12 tháng 11 năm 1817 - 29 tháng 5 năm 1892), tên khai sinh Mirza Husayn-`Alí Nuri (Ba Tư: میرزا حسینعلی نوری), là người sáng lập tôn giáo Baha'i. Ông tuyên bố mình là đấng tiên tri kỳ vọng của Bab giáo, một nhánh tách ra từ thế kỷ 19 của đạo Shi'a, nhưng trong một ý nghĩa rộng hơn ông tuyên bố mình là một Đấng Biểu Hiện của Thượng đế gửi tới để thực hiện những kỳ vọng chung của Hồi giáo, Thiên chúa giáo, và các tôn giáo lớn.
Có hai hình ảnh được biết đến của Baha'u'llah. Trừ phi hành hương, người theo tôn giáo Baha'i không muốn xem hình ảnh của ông trước công chúng, hoặc thậm chí để ảnh ông ở nhà riêng của họ, đây được coi là biểu hiện của việc tôn trọng.

## Tiểu sử
Baha'u'llah đã trở thành tín đồ của Bab tại Ba Tư năm 1845, và trở nên nổi tiếng vì đức hạnh và trí tuệ của mình. Năm 1853, trong một thời gian bức hại, Baha'u'llah bị bỏ tù trong Síyáh-Chál, một ngục tối khét tiếng ở Tehran cùng với một số tín đồ khác của Bab. Trong ngục tối này, Baha'u'llah đã nhận được một sự mặc khải thần linh rằng ông là người mà Bab đã báo trước.
Sau khi Bab bị hành quyết, Baha'u'llah bị lưu đày tại Baghdad (thời đó là một phần của Đế Quốc Ottoman), nơi ông bắt đầu tiết lộ nhiều giáo lý. Năm 1863, Baha'u'llah thành lập tôn giáo Baha'i khi ông tự tuyên bố mình là "Người mà Thượng đế sẽ cho thấy rõ", Đấng Mết-si-a hứa trong tôn giáo của Bab.
Baha'u'llah đã bị lưu đày tới Constantinople và Edirne, và cuối cùng đến thành phố nhà tù của Acre (Akka), Palestine (Israel ngày nay), nơi ông đã viết một số tác phẩm quan trọng nhất của mình. Năm 1892, ông qua đời ở Bahji, bên ngoài thành phố Acre. Khi Baha'u'llah qua đời, quyền lãnh tôn giáo Baha’i được truyền cho trưởng nam của ông là Abbas Effendi tức là Abdu'l-Baha (1844 - 1921) (nghĩa là tôi tớ của vinh quang, tức là tôi tớ của Baha'u'llah).
Baha'u'llah đã viết nhiều công trình tôn giáo, đặc biệt là Kitab-i-Aqdas và Kitab-i-Íqán, tạo thành nền tảng của các giáo lý của tôn giáo Baha'i.

## Giáo lý
Baha'u'llah dạy rằng con người là một chủng tộc duy nhất, đã đến lúc con người cần thống nhất đất nước của mình trong một xã hội toàn cầu. Ông giảng rằng chỉ có một Thượng đế, tất cả các tôn giáo trên thế giới đều xuất phát từ Thượng đế, và bây giờ là thời gian cho toàn nhân loại phải công nhận sự hiệp nhất và thống nhất của nó. Tương tự như các tôn giáo độc thần khác, Thượng đế được xem là nguồn gốc của tất cả các tạo vật. Tôn giáo, theo Baha'u'llah, được tái tạo theo định kỳ bởi Đấng Biểu Hiện của Thượng đế, những người được hoàn thiện thông qua sự can thiệp của Thượng đế và những lời dạy của họ là nguồn gốc của các tôn giáo lớn trên thế giới trong lịch sử.
Không giống như các sứ giả thần linh khác, các tín đồ Baha'i coi Baha'u'llah là người đầu tiên có sứ mệnh bao gồm sự thống nhất tinh thần của toàn bộ hành tinh thông qua việc xóa bỏ hoàn toàn nạn phân biệt chủng tộc và chủ nghĩa dân tộc. Những lời dạy của Baha'u'llah bao gồm sự cần thiết phải có một tòa án thế giới xét xử các tranh chấp giữa các quốc gia, một hệ thống cân bằng và các biện pháp thống nhất, và một ngôn ngữ phụ trợ mà mọi người trên thế giới có thể nói được. Baha'u'llah cũng dạy rằng những chu kỳ đổi mới mạc khải sẽ tiếp tục trong tương lai, với những Đấng Biểu Hiện của Thượng đế xuất hiện hàng ngàn năm.